# 808
808 (DCCCVIII) var ett skottår som började med en lördag i den julianska kalendern.

## Händelser

### Okänt datum
- Danske kungen Godefrid attackerar obodriterna, ett folkslag utmed sydvästra Östersjökusten. Detta öppnar ett krig mot frankerna i vilket Godefrids brorson Reginold stupar. (Källa: Annales Regni Francorum.)

## Födda
- Emma av Altdorf, drottning av Östfrankiska riket.

## Avlidna
- 12 oktober – Du Huangshang, kinesisk kansler.
- Fínsnechta Cethardec, kung av Leinster.